# Leichtathletik-Europameisterschaften 1982/Hochsprung der Frauen

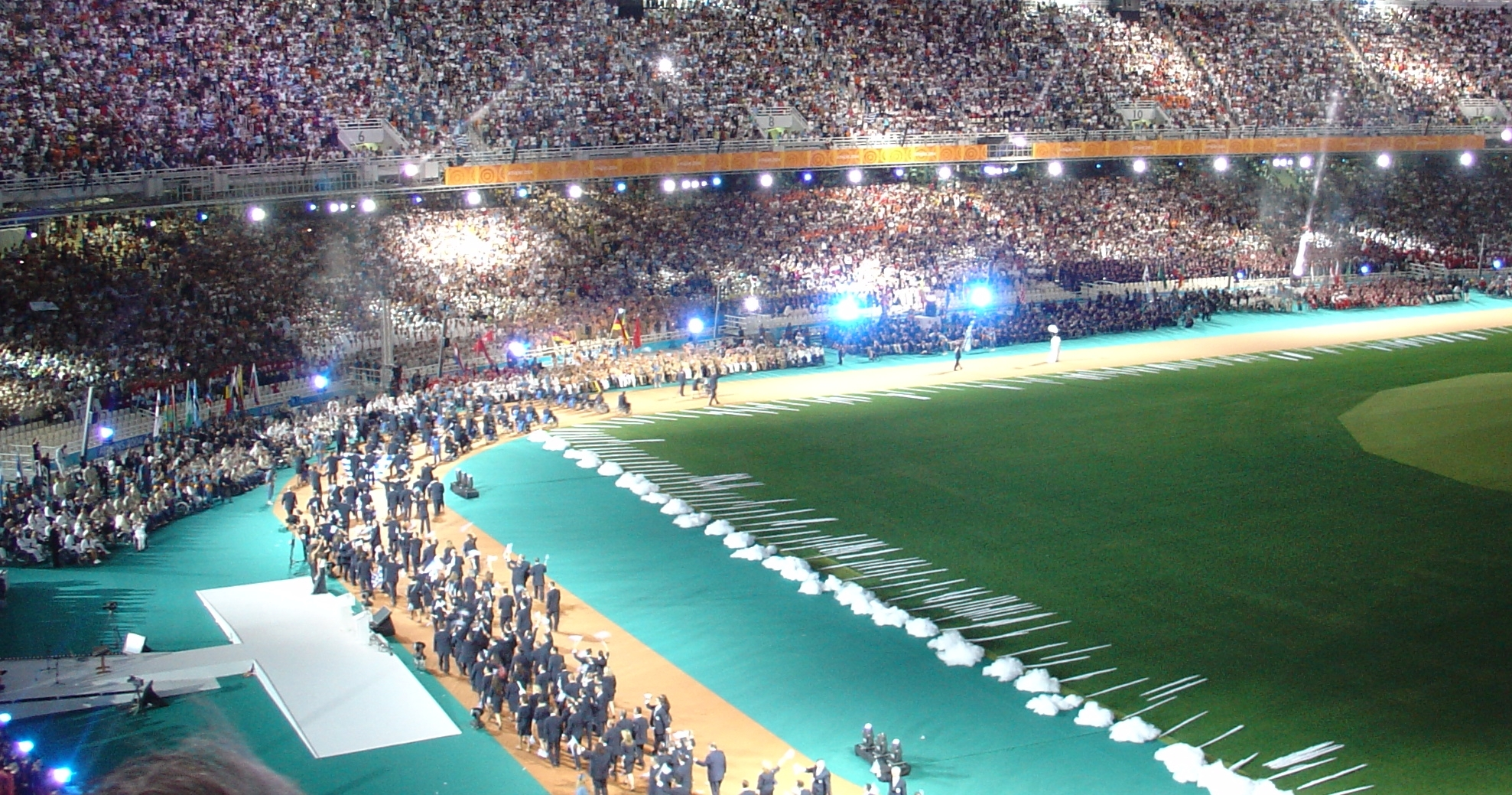
Das Athener Olympiastadion bei der Eröffnung der Paralympics 2004

Der Hochsprung der Frauen bei den Leichtathletik-Europameisterschaften 1982 wurde am 7. und 8. September 1982 im Olympiastadion von Athen ausgetragen.
Europameisterin wurde die bundesdeutsche Olympiasiegerin von 1972 Ulrike Meyfarth. Sie stellte im Finale einen neuen Weltrekord auf. Den zweiten Rang belegte Tamara Bykowa aus der Sowjetunion. Die italienische Titelverteidigerin, Olympiasiegerin von 1980 und bisherige Weltrekordinhaberin Sara Simeoni errang die Bronzemedaille.

## Rekorde

### Bestehende Rekorde
| Weltrekord           | 2,01 m | Sara Simeoni | Brescia, Italien          | 4. August 1978    |
| Weltrekord           | 2,01 m | Sara Simeoni | EM Prag, Tschechoslowakei | 8. September 1978 |
| Europarekord         | 2,01 m | Sara Simeoni | Brescia, Italien          | 4. August 1978    |
| Europarekord         | 2,01 m | Sara Simeoni | EM Prag, Tschechoslowakei | 8. September 1978 |
| Meisterschaftsrekord | 2,01 m | Sara Simeoni | EM Prag, Tschechoslowakei | 8. September 1978 |

### Rekordverbesserung
Die bundesdeutsche Europameisterin Ulrike Meyfarth verbesserte den bestehenden EM-Rekord im Finale am 8. September um einen Zentimeter auf 2,02 m. Damit stellte sie gleichzeitig einen neuen Weltrekord auf.

## Legende
Kurze Übersicht zur Bedeutung der Symbolik – so üblicherweise auch in sonstigen Veröffentlichungen verwendet:
| WR | Weltrekord |

## Qualifikation
7. September 1982
Neunzehn Wettbewerberinnen traten in zwei Gruppen zur Qualifikationsrunde an. Zwölf von ihnen (hellblau unterlegt) übertrafen die Qualifikationshöhe für den direkten Finaleinzug von 1,88 m. Damit war die Mindestzahl von zwölf Finalteilnehmerinnen exakt erreicht. Die qualifizierten Hochspringerinnen bestritten am darauffolgenden Tag das Finale.

### Gruppe A
| Platz | Name               | Nation         | Höhe (m) |
| ----- | ------------------ | -------------- | -------- |
| 1     | Sara Simeoni       | Italien        | 1,88     |
| 2     | Gaby Meier         | Schweiz        | 1,88     |
| 2     | Katalin Sterk      | Ungarn         | 1,88     |
| 4     | Barbara Simmonds   | Großbritannien | 1,88     |
| 5     | Jutta Kirst        | DDR            | 1,88     |
| 6     | Ljudmila Zhechewa  | Bulgarien      | 1,88     |
| 7     | Brigitte Holzapfel | BR Deutschland | 1,85     |
| 8     | Lidija Benedetič   | Jugoslawien    | 1,85     |
| 9     | Þórdís Gísladóttir | Island         | 1,80     |

### Gruppe B
| Platz | Name               | Nation         | Höhe (m) |
| ----- | ------------------ | -------------- | -------- |
| 1     | Tamara Bykowa      | Sowjetunion    | 1,88     |
| 1     | Ulrike Meyfarth    | BR Deutschland | 1,88     |
| 3     | Andrea Bienias     | DDR            | 1,88     |
| 3     | Emese Béla         | Ungarn         | 1,88     |
| 5     | Maryse Éwanjé-Épée | Frankreich     | 1,88     |
| 6     | Susanne Lorentzon  | Schweden       | 1,88     |
| 7     | Christine Soetewey | Belgien        | 1,85     |
| 7     | Astrid Tveit       | Norwegen       | 1,85     |
| 7     | Sandra Dini        | Italien        | 1,85     |
| 10    | Alexandra Batatoli | Griechenland   | 1,70     |

## Finale

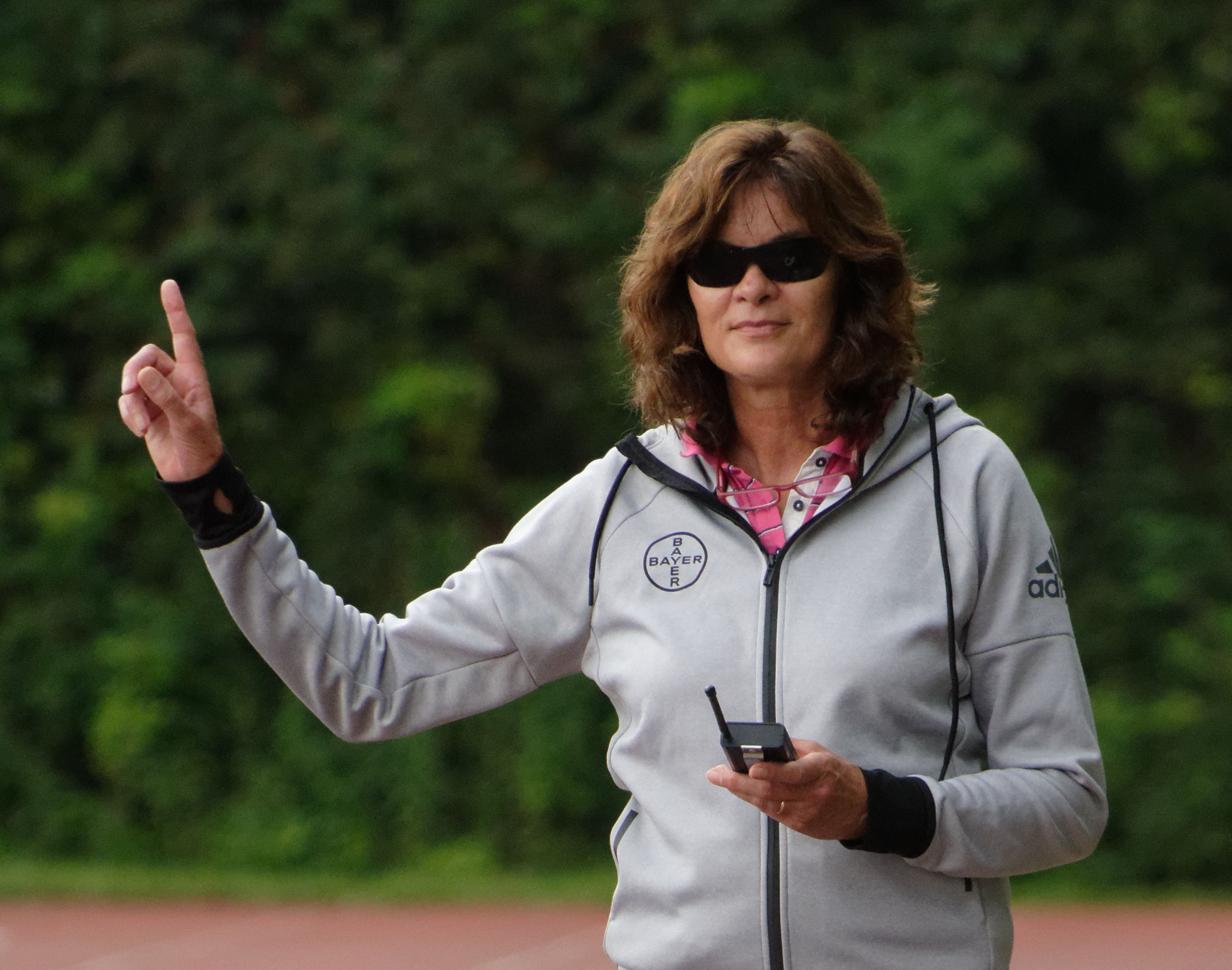
Zehn Jahre nach ihrem Olympiasieg wurde Ulrike Meyfarth mit Weltrekord Europameisterin – 1984 gewann sie noch einmal olympisches Gold
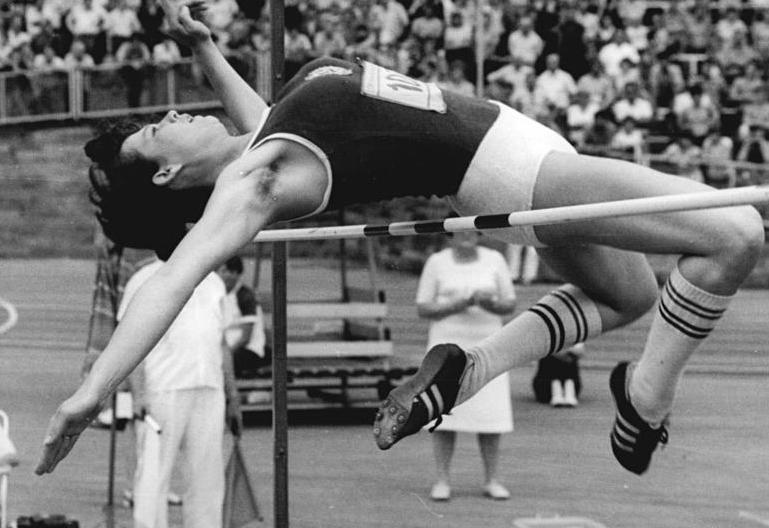
Andrea Bienias, frühere Andrea Reichstein, erreichte Platz sechs

8. September 1982
| Platz | Name               | Nation         | Höhe (m) |
| ----- | ------------------ | -------------- | -------- |
| 1     | Ulrike Meyfarth    | BR Deutschland | 2,02 WR  |
| 2     | Tamara Bykowa      | Sowjetunion    | 1,97     |
| 3     | Sara Simeoni       | Italien        | 1,97     |
| 4     | Gaby Meier         | Schweiz        | 1,94     |
| 5     | Jutta Kirst        | DDR            | 1,94     |
| 6     | Ljudmila Zhechewa  | Bulgarien      | 1,91     |
| 6     | Andrea Bienias     | DDR            | 1,91     |
| 8     | Katalin Sterk      | Ungarn         | 1,91     |
| 9     | Emese Béla         | Ungarn         | 1,88     |
| 10    | Maryse Éwanjé-Épée | Frankreich     | 1,88     |
| 11    | Barbara Simmonds   | Großbritannien | 1,88     |
| 12    | Susanne Lorentzon  | Schweden       | 1,88     |